# Tenyérjóslás

1. Életvonal,

2. Fejvonal,

3. Szívvonal,

4. Vénusz öve,

5. Nap-vonal,

6. Merkúr-vonal,

7. Sorsvonal.

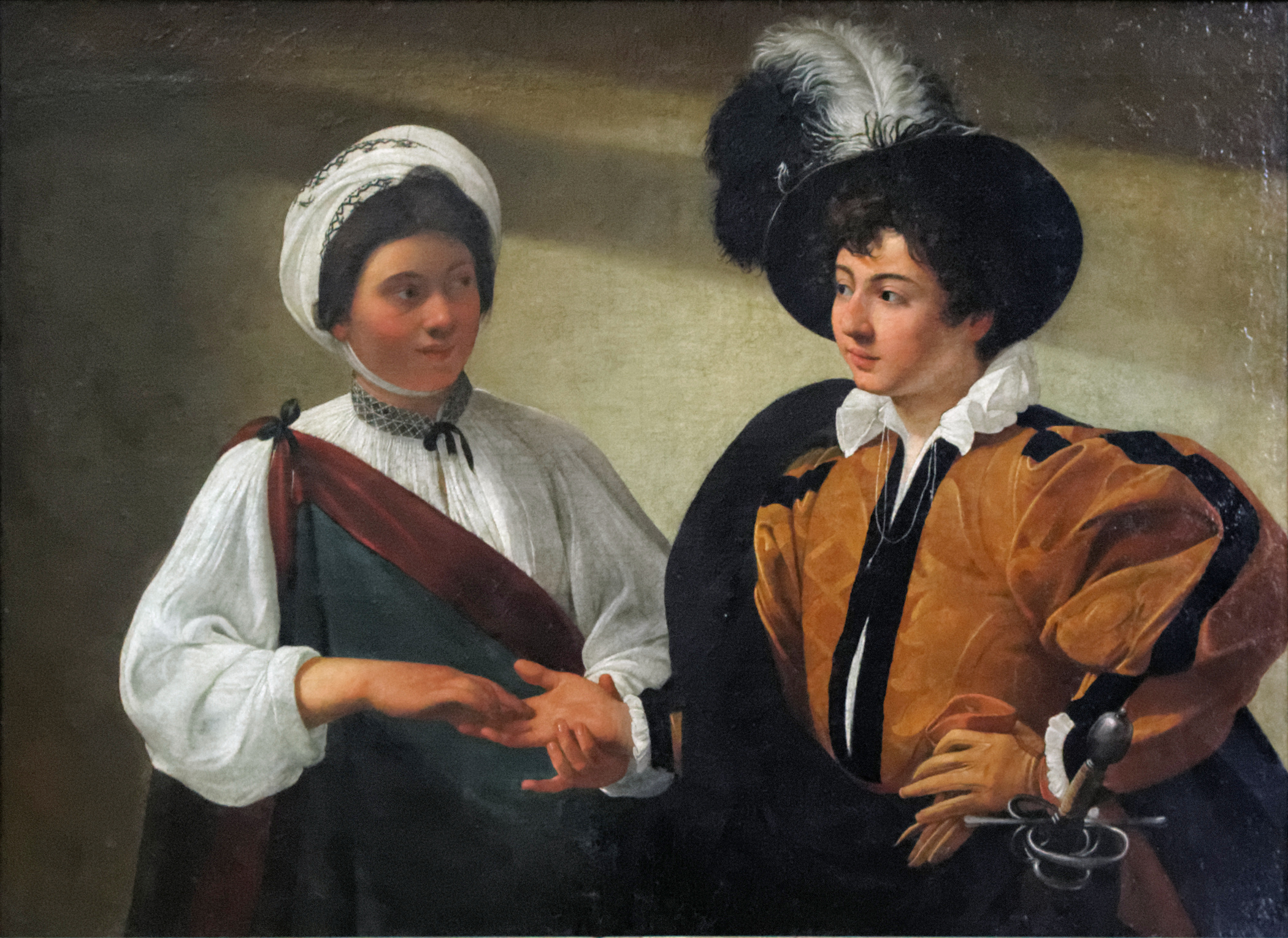
Caravaggio: A jövendőmondó című képe, ami egy tenyérjóst ábrázol munka közben. A festmény 1594-95-ből származik, ma a párizsi Louvre-ban található

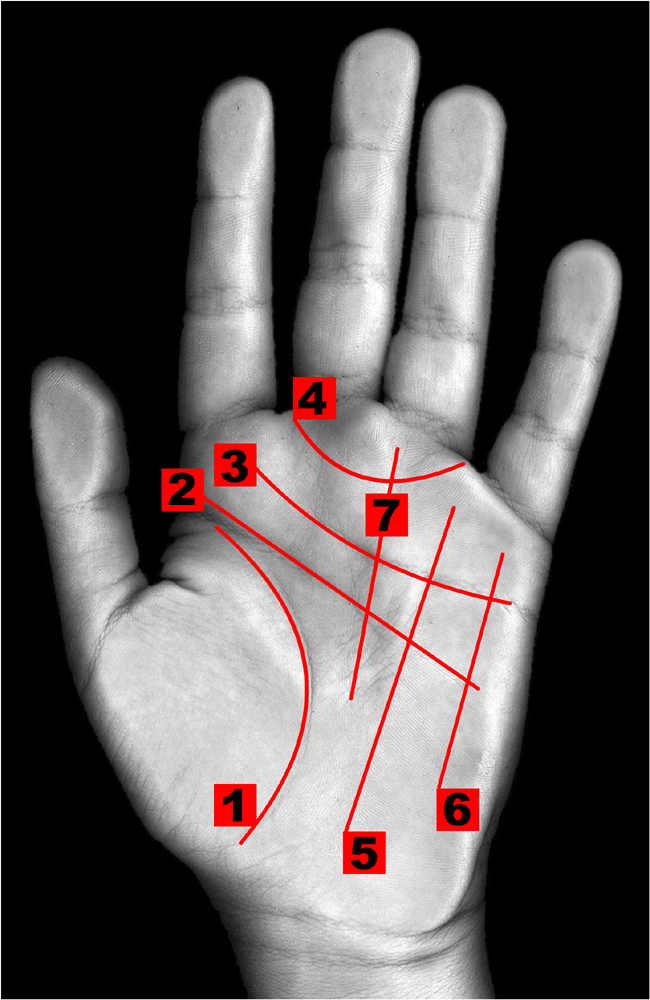
Az emberi tenyér főbb vonalai:
1. Életvonal,
2. Fejvonal,
3. Szívvonal,
4. Vénusz öve,
5. Nap-vonal,
6. Merkúr-vonal,
7. Sorsvonal.

A tenyérjóslás, vagy kiromantia vagy chiromantia (görögül chiromanteia; a cheir jelentése kéz, a manteia jelentése jóslás) az egyén jellemzése és a jövő előrejelzése a tenyér elemzésével és tanulmányozásával, amely kézolvasásként és tenyérolvasásként is ismert. A jóslásnak ez a fajtája az egész Földön elterjedt, számos kulturális különbséggel. Azokat, akik a tenyérjóslást végzik, kiromanta, gyakrabban viszont tenyérjós, kézolvasó és tenyérolvasó néven emlegetik. A tenyérolvasás tudományát széles körben áltudománynak tekintik.
A modern tenyérjóslás története a roma és indiai jövendőmondókig vezethető vissza, de a jelenkor tenyérjósai az ősi hagyományos módszereket pszichológiával, gyógyítással és más jóslási formákkal is keverik.

## Módszerek
A kézolvasás egy adott személy egyéniségének és jövőbeli életének a meghatározásának gyakorlati alkalmazásából áll, amely a tenyér olvasásával történik. A tenyéren található különféle vonalak (például szívvonal vagy életvonal) és dombok (például Vénusz-domb vagy Jupiter-domb) a tenyérjósok szerint más és más jelentéssel rendelkeznek relatív méretük, minőségük, erősségük és metszéspontjaik alapján. Néhány nép szokásai szerint, a tenyérolvasók az ujjakat, ujjvégeket, körmöket, a tenyér alakját és színét, valamint a kéz hajlékonyságát is vizsgálják.
A jósok az olvasást általában a személy domináns kezével (azzal a kézzel, amelyet gyakrabban használ és amellyel ír) kezdik. A hagyomány szerint a másik kéz az előző életről, a karmáról és az öröklött tulajdonságokról ad információkat.
A hagyományos tenyérjóslás (a legszélesebb körben elterjedt kézolvasás) alap szerkezete a görög mitológiából származik. A tenyér és az ujjak különféle területei egy istenhez vagy istennőhöz köthetők, és ezek a személy adott témához való kapcsolatát jellemzik. A gyűrűsujj például Apollóról, a művészetek istenéről van elnevezve, és ez az egyén művészetekkel, irodalommal és a zenével való kapcsolatát jellemzi.

## Kézformák
Attól függően, hogy a tenyérjóslás milyen formáját alkalmazzák, és hogy az olvasás milyen típusát használják, a kézolvasók több fajta kezet különböztetnek meg, a kéz formája, hajlékonysága, az ujjak, az ujjvégek, a tenyér, a bőr színe, a tenyér és az ujjak mérete (hosszúnak tekintjük az ujjakat, ha a középső ujj ugyanolyan hosszú vagy kissé hosszabb, mint a tenyérnek a középső ujj tövétől a csuklóig mért távolsága, az ujjakat rövidnek tekintjük akkor, ha ez a távolság kisebb) szerint. A legtöbb tenyérjós iskolában a kezeket négy nagy csoportra oszthatjuk, amelyek a négy alapelemből származnak. Úgy gondolják, hogy a kézforma alapján az egyén a négy alapelemnek megfelelő tulajdonságokat visel. A négy típus a következő:

1. a Föld – Jellemzője a széles, négyzet alakú tenyér és a rövid ujjak.
2. a Levegő – Jellemzője a négyzet alakú, vékony tenyér és a hosszú ujjak, valamint a rugalmasság.
3. a Tűz – Jellemzője a téglalap alakú tenyér és a rövid ujjak.
4. a Víz – Jellemzője a téglalap alakú tenyér és a hosszú ujjak.